# Савез хокеја на леду Грузије
Савез хокеја на леду Грузије (груз. საქართველოს ყინულის ჰოკეის ფედერაცია /Сакартвелос кинулис хокеис федерациа/) кровна је спортска организација задужена за хокеј на леду на подручју Грузије. 
Савез је придружени члан Међународне хокејашке федерације (ИИХФ) од 8. маја 2009. године. 
Седиште Савеза налази се у главном и највећем граду земље Тбилисију.

## Историјат
До првих покушаја интензивнијег развоја хокеја на леду на подручју јужног Кавказа и Грузије дошло је у време док је ова земља била део Совјетског Савеза. Иако је некадашњи СССР важио за велесилу у хокеју на леду, овај спорт је био велика непознаница за становнике „најсунчаније совјетске републике“. Покушаји омасовљавања и ширења овог спорта на подручју Тбилисија и Батумија током шездесетих и осамдесетих година прошлог века нису имали већег успеха. Један од главних разлога неуспеха била је неадекватна спортска инфраструктура, а доста топла клима онемогућавала је постојање отворених терена. 
До видљивијег развоја овог спорта долази након осамостаљења Грузије. Национални савез основан је крајем 2008, а већ 8. маја 2009. постаје придруженим чланом Међународне хокејашке федерације.
Први хокејашки турнир међународног карактера у земљи одржан је у зимском центру Бахурјан 2009. године уз учешће националне репрезентације Јерменије и неколико домаћих клубова. Већ наредне године у Батумију је одржан турнир Батуми куп на којем је учешће узела и екипа кијевског Сокола из Украјине. 

### Такмичења
Исте године када је основан национални савез, формирана је и мушка сениорска репрезентација, а организовано је и национално првенство за сениоре. 
Први наступ националне селекције Грузије десио се на совјетској Зимској Спартакијади у Свердловску у марту 1962. Репрезентација тадашње Грузијске ССР на том такмичењу одиграла је укупно 8 утакмица и остварила је две победе (против селекција Киргиске и Јерменске ССР) и 6 пораза. Прву службену утакмицу на том такмичењу Грузијска ССР одиграла је 2. марта 1962. против Литванске ССР (и изгубила са 10:2).
Прве међународне утакмице након чланства у ИИХФ одиграли су у Јеревану против Јерменије и Јужноафричке Републике (пријатељски сусрети) почетком априла 2010. године, забележивши оба пораза (8:1 против ЈАР и 22:1 против домаће селекције).
Дебитантски наступ на светским првенствима остварили су 2013. у квалификацијама за Светско првенство дивизије III. Квалификације су одржане у Абу Дабију (УАЕ), а Грузија је забележила сва три пораза и није се пласирала на финални турнир Дивизије III. (порази од УАЕ, Грчке и Монголије).
Прва сезона националне хокејашке лиге одржана је 2008. уз учешће 4 тима, а титулу првог државног првака понела је екипа Рухи Мглеби из Тбилисија. 

## Савез у бројкама
Према подацима ИИХФ за 2013. на подручју Грузије регистровано је укупно 335 играча хокеја на леду. Од тог броја њих 255 су у јуниорским узрасним категоријама. Уз помоћ ИИХФ-а од 2013. организују се и тренинг кампови за девојчице. Суидјску лиценцу исте године поседовала су 4 арбитра.
Хокејашку инфраструктуру чине два терена стандардних димензија У Бахурјану и Батумију и још два терена мањих димензија намењена локалним утакмицама јуниорских екипа. 